# Лічуань
Лічуань (кит. спр. 利川市, піньїнь: Lìchuān Shì) — місто-повіт в центральнокитайській провінції Хубей, Еньши-Туцзя-Мяоська автономна префектура.

## Географія
Лічуань — найбільш західна частина провінції.

### Клімат
Місто знаходиться у зоні, котра характеризується вологим субтропічним кліматом. Найтепліший місяць — серпень із середньою температурою 22.9 °C (73.2 °F). Найхолодніший місяць — січень, із середньою температурою 1.9 °С (35.4 °F).
| Клімат Лічуаня          | Клімат Лічуаня | Клімат Лічуаня | Клімат Лічуаня | Клімат Лічуаня | Клімат Лічуаня | Клімат Лічуаня | Клімат Лічуаня | Клімат Лічуаня | Клімат Лічуаня | Клімат Лічуаня | Клімат Лічуаня | Клімат Лічуаня | Клімат Лічуаня |
| Показник                | Січ.           | Лют.           | Бер.           | Квіт.          | Трав.          | Черв.          | Лип.           | Серп.          | Вер.           | Жовт.          | Лист.          | Груд.          | Рік            |
| Середній максимум, °C   | 5,4            | 6,4            | 11,3           | 17,1           | 21             | 24             | 27,2           | 27,8           | 22,6           | 17,2           | 11,8           | 7,2            | 16,6           |
| Середня температура, °C | 1,9            | 3              | 7,4            | 12,7           | 16,8           | 19,8           | 22,8           | 22,9           | 18,5           | 13,6           | 8,4            | 3,9            | 12,6           |
| Середній мінімум, °C    | −0,4           | 0,5            | 4,3            | 9,2            | 13,5           | 16,6           | 19,3           | 19,1           | 15,5           | 10,9           | 5,8            | 1,5            | 9,7            |
| Норма опадів, мм        | 23.6           | 31.7           | 67.2           | 128.8          | 195.1          | 213.4          | 224.3          | 177.1          | 178.9          | 122.1          | 63.5           | 29.4           | 1455.1         |
| Днів з опадами          | 14,8           | 13,9           | 16             | 17,8           | 19,1           | 17,2           | 16             | 15,3           | 16,5           | 19,2           | 18             | 15,6           | 199,4          |
| Вологість повітря, %    | 73.1           | 72.9           | 72.9           | 75.1           | 76             | 75.5           | 76.4           | 74.5           | 76.9           | 78             | 77             | 74.4           | 75.2           |
| ----------------------- | -------------- | -------------- | -------------- | -------------- | -------------- | -------------- | -------------- | -------------- | -------------- | -------------- | -------------- | -------------- | -------------- |
| Джерело: Weatherbase    |                |                |                |                |                |                |                |                |                |                |                |                |                |